# Rosa Julieta Montaño Salvatierra
Julieta Montaño Salvatierra (Quilacollo, 16 d'agost de 1946) és una activista, autora i advocada boliviana. És coneguda pel seu activisme pels drets de la dona, la seva defensa dels drets humans així com pel seus escrits feministes. Va ser una de les guanyadores, l'any 2015, del Premi Internacional Dona Coratge atorgat pel Departament d'Estat dels Estats Units.

## Inicis
Rosa Julieta Montaño Salvatierra va néixer el 16 d'agost de 1946 a Quillacollo, Cochabamba, Bolívia. Després de cursar estudis bàsics es va llicenciar en Humanitats per la Universidad Mayor de San Simón l'any 1965. Va completar els seus estudis llicenciant-se en dret a la mateixa universitat l'any 1972. Montaño va obtenir una menció en Drets Humans i Ciències Polítiques a la Universidad Mayor de San Simón i a la Universidad de Huelva. Posteriorment, va passar a treballar en el seu doctorat en Drets Humans a la Universidad Pablo de Olavide de Sevilla.

## Biografia
Montaño ha exercit els càrrecs de vicepresidenta de l'Assemblea de Drets Humans de Bolívia i de contralor de Cochabamba, Bolívia. De 1997 a 2002 va formar part de la Cambra de Diputats de Bolívia representant el departament de Cochabamba.
L'any 1981, durant el cop d'estat de Bolívia, Julieta Montaño, al front de la Unió de Dones de Bolívia en aquell moment, va ser posada sota arrest domiciliari. La dictadura va acabar el 4 d'agost de 1981 i Montaño va tornar a la seva pràctica legal.
L'11 d'abril de 1985 Montaño va fundar l'Oficina Jurídica per a la Dona (UJM) per promoure els drets de les dones i treballar cap a l'eliminació de l'explotació sexual i la violència contra les dones. Amb l'educació i la creació de polítiques públiques, així com de l'assistència social, psicològica i jurídica, l'organització promou la igualtat de gènere. Des de la seva fundació, l'organització ha proporcionat ajuda legal per a casos de violació, abusos sexuals i violència masclista a més de 30.000 dones i ha treballat amb la Legislatura boliviana en la redacció de lleis per protegir les dones d'aquest tipus de qüestions. Només, com a exemple, el govern de Bolívia va aprovar un reglament per castigar els autors de feminicidi amb una pena màxima de trenta anys sense possibilitat de llibertat condicional. És la pena més dura permesa per la llei del país.
Malgrat ser empresonada durant la dictadura boliviana, Montaño ha treballat contínuament per canviar les polítiques públiques. D'acord amb el Departament d'Estat dels Estats Units, ha influït en gairebé totes les peces de legislació sobre els drets de les dones que han avançat en els últims 30 anys a Bolívia.

## Associacions
- 1994-1999: Representant del Comitè d'Amèrica Llatina i el Carib per a la Defensa dels Drets de la Dona (CLADEM).[3]
- 2002–actualitat: Junta Directiva del Centre per a la Justícia i el Dret Internacional (CEJIL).
- 2004–actualitat: Consell Consultiu Honorari i consellera legal de CLADEM.
- 2007: Membre de la Comissió Interamericana de Drets Humans (CIDH), designada per l'Assemblea General de l'Organització dels Estats Americans (OEA).[7]

## Alguns treballs
- Sistematización de Experiencias en Respuestas Sociales en Cuestión de Vida: Balance Regional y Desafíos sobre el Derecho de las Mujeres a una Vida sin Violencia. Comité de América Latina y el Caribe para la Defensa de los Derechos de la Mujer – CLADEM, Lima. (2000).
- "Situación Jurídica de la Mujer" en Suplemento Mujeres del Mundo: Leyes y Políticas y Afectan sus Vidas Reproductivas. Centro Legal para Derechos Reproductivos y Políticas Públicas, DEMUS – Estudio para la Defensa y los Derechos de la Mujer, Nueva York, Estados Unidos. (2000).
- Derechos reproductivos de la mujer en Bolivia: un informe sombra. (2001).
- "Bolivia: Ethnicity, Race and Gender" en Race, Ethnicity, Gender, and Human Rights in the Americas: New Paradigm for Activism. (182–186) Washington. (2001) (En anglès).
- Women's Reproductive Rights in Bolivia: A Shadow Report. (2001) (En anglès).
- "Principio de los Derechos Humanos: Marco Legal y Normativo" en Agenda Defensorial No. 3. Defensor del Pueblo, La Paz. (2003).
- Ley Marco sobre Derechos Sexuales y Reproductivos: Principios y Jurisprudencia que la Sustentan. Oficina Jurídica para la Mujer, Cochabamba. (2004).
- Tendencias de la jurisprudencia internacional en el ámbito de los derechos sexuales y los derechos reproductivos. (2007).
- Ley marco sobre derechos sexuales y reproductivos : principios y jurisprudencia que la sustentan. (2009).